# Секулярне християнство

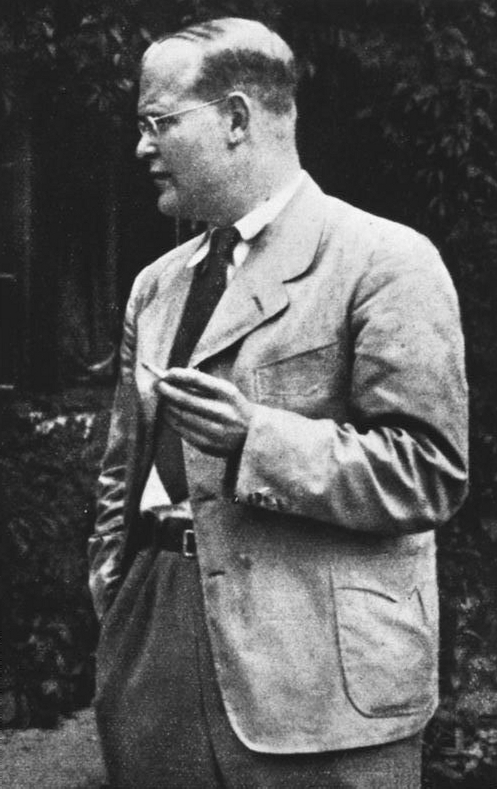
Дітріх Бонхеффер — згенерував поняття «безрелігійне християнство».

Секулярне християнство або безрелігійне християнство — історична гілка християнства, що пропонує переосмислити значення та форму християнської релігії і зробити акцент на теперішніх потребах людства, суспільному служінню та концентруванню на актуальних світських питаннях та викликах християнству. Дана концепція зберігає ідею Бога, але акцентує не на класичному трансцендентному теїзмі, а на іманентному теїзмі, панентеїзмі або, навіть, пантеїзмі та небуквальному розумінні його буття (деякі представники навіть артикулюють ідею Бога, який живе у цьому світі, а не окремо від нього).
Секулярне християнство мало приділяє увагу чистому богослів'ю (особливо, есхатології) і прагне філософськи обґрунтувати значення християнства для сучасної світської людини, але, не на церковній, а на сучасній, зрозумілій їй, мові та без супранатуралізму й абстрактного догматизму.

## Історія
В др. половині ХІХ ст. і до кінця Першої світової війни, домінуючою в протестантизмі була ліберальна протестантська теологія, яка акцентувала увагу на неможливості особистого пізнання Бога, антропоцентризмі, відкидала всі дива, надприроднє в Біблії та зводила християнство до етичних категорій. 
В 20-х роках XX ст., в Німеччині та Швейцарії почала формуватися так звана діалектична теологія (неоортодоксія), яка відкинула основні положення лібералів, але не могла повернутися в християнську ортодоксію через «фактор ситуації». Пізніше, з неї і сформулювалися основні положення секулярного християнства і теології, а деякі представники як Джон Робінсон повертали християнську культуру і до ліберальної теології. 
Секулярне християнство змогло вдало поширитися, в основному, в розвинених протестантських та католицьких державах (Західна та Північна Європа, Англо-Америка, Австралія). Рух виник головним чином як відповідь на загальне невдоволення тенденцією християнських мас впадати в «провінціалізм», протягом 1960-х років.

## Положення
Секулярне християнство погоджується з критикою секуляризму щодо того, що форма передачі релігійного досвіду людям устаріла і те, що релігійне суспільство не може бути відірваним від актуальних суспільних тенденцій світу. Свою головну мету представники такої форми християнства знаходять у служінні суспільству, «служачи суспільству, ти служиш Богу». 
Щодо фундаментальних євангельських основ, то ця гілка християн вбачає новину Ісуса не в пасивному стані очікування  Другого приходу, а в активному служінню і діяльності, направленій на побудови позиціонування та іміджу християн, для того, щоб християни дійсно були корисні для суспільства і, цим самим, практично демонстрували релевантність та дієвість християнських цінностей. Відповідно, секулярне християнство повністю підтримує ідею, щоб християни займалися політикою, соціальною діяльністю, наукою, культурою, мистецтвом і т.д. 

## Представники

### Протестантизм

#### Рудольф Бультман
Німецький теолог та філософ, неоортодокс-неоліберал Рудольф Бультман висловив ідею для чого сучасній людині необхідний Ісус як Христос не релігійною мовою, а з рамок філософської проблематики.
Згідно Бультмана, оскільки людина перебуває під впливом відчуження (гріха), яке проявляється в тому, що людина втратила саму себе, стала тим, ким вона не є, вона живе несправжнім існуванням, живе догоджаючи своїм бажанням, амбіціям і спокусам, вона не може позбутися цього сама, але це можливо в Христі: в Христі людина знаходить себе саму, своє справжнє існування, позбувається тривоги і провини силою жертви Христа. Це ідея двох екзистенцій людини: справжнього (у Христі) і непідвладного, не справжнього (без Христа) існування людини. 

#### Пауль Тілліх
Німецько-американський теолог та філософ Пауль Тілліх синтезував протестантську теологію та філософію екзистенціалізму, завдяки останньому намагався витлумачити біблійні символи так, щоб вони були зрозумілі сучасній людині. 
Стосовно питання про сутність Бога, Тілліх дотримувався балансу між безумовною трансцендентністю Бога та його особистим Одкровенням (у Христі), таким чином, відкидаючи, як і буквальний супранатуралізм (консервативне богослів'я), так і пантеїзм (якого дотримувалися багато філософів-екзистенціалістів). Він виводить своє поняття Бог над Богом теїзму, тобто уявлення про те, що Бог не є буттям, чимось, що існує як категорія або форма буття, але він є самобутністю, самобуттям, основою будь-якого буття, зокрема, людського. У своєму понятті Бог над Богом теїзму Тілліх має на увазі, що справжній Бог, відмінний від людини й усякого буття якісно та кількісно, якого не може осмислити чи описати людський розум, приховується за символами (як Трійця, Бог-любов, Месія-Христос та ін.), які сприймає людина, і яка лише через ці символи може зустрітися й мати стосунки з Богом. 
Тілліх екзистенційно інтерпретував біблійні символи, наприклад, «Диво — це екстаз реальності», або «Христовий Хрест — це хрест того, хто подолав смерть екзистенційного відчуження».

#### Рейнгольд Нібур
Американський богослов Рейнгольд Нібур, який відомий своїми працями у сфері політичної та соціальної теології, теології культури, запропонував так звану концепцію християнського реалізму, згідно якого Царство Боже не може бути реалізоване на Землі через те, що суспільство має вроджені зіпсовані риси та тенденції до них (наприклад, корупція). Через ці несправедливості, які виникають на Землі, людина, таким чином, вимушена ставити під загрозу ідеал Царства небесного на Землі, однак, саме тому християнам варто йти в політику, щоб не допустити до політичної влади ще більше зло як нацисти чи комуністи (концепція була оформлена Нібуром після Другої світової війни). 

#### Дітріх Бонхеффер
Дітріх Бонхеффер, німецький пастор, що став відомим діячем-антинацистом та мучеником, першим використав поняття «безрелігійне християнство».
Бонхеффер зробив висновок про те, що сучасний світ став «повнолітнім» (нім. die mündige Welt) і більше не потребує Бога та релігію. Бонхеффер вважав, що в цьому світі християнин повинен молитися і «жити для інших», робити добрі справи, виявляючи в цьому свою віру. Він вважав, що сокровенний сенс біблійних понять може бути донесений до сучасної людини, якщо їх інтерпретувати нерелігійно. На його думку, «бути християнином не означає бути релігійним у певному сенсі... а означає бути людиною», при тому, що Бонхеффер вважав, що віруюча людина в своєму житті і в роботі повинна виконувати не будь-яке людське бажання, а Божу волю і вірити, що після смерті настане вічне життя з Богом. 

#### Мартін Лютер Кінг
Мартін Лютер Кінг, видатний афро-американський громадський діяч, баптистський пастор, лідер руху за права чорношкірих в США та лауреат Нобелівської премії миру, в одній зі своїх проповідей сказав:
До того, як я став лідером руху за громадянські права, я був проповідником Євангелія. Це було моє перше покликання, і воно, як і раніше, залишається моїм найбільшим зобов'язанням. Знаєте, насправді, все, що я роблю в царині громадянських прав, робиться мною, тому що я вважаю це частиною свого служіння. Я не маю інших амбіцій окрім досягнення досконалості в християнському служінні. Я не планую балотуватися на будь-яку політичну посаду. Я не планую нічого, окрім як залишитися проповідником. І те, що я роблю в цій боротьбі разом із багатьма іншими, випливає з мого почуття, що проповідник має дбати про всю людину.
Кінг був адептом теорії ненасильства, яка пропонувала досягнення політичних цілей без використання ненасильницького методу (Кінг: «Темрява не прожене темряву — тільки світло в силах це зробити. Ненависть не прожене ненависть — це під силу зробити тільки любов»), однак він і не виступав за беззубий оголений пацифізм: «Той, хто приймає зло без опору, стає його співучвасником».

### Католицизм

#### Ганс Кюнг
Ганс Кюнг вважається одним із найвідоміших церковних критиків серед академічно видатних католицьких теологів сучасної історії в німецькомовному світі. Зокрема, його критика догмату про непогрішність папи стала причиною через публікації його широко визнаної книги «Чи існує Бог?».
Кюнг акцентує на унікальній трансцендентності Бога: Бог не може бути зрозумілий жодним поняттям, не може бути повністю сформульований жодним твердженням і не може бути визначений жодним визначенням. Він незбагненний, невиразний, невизначений. 